# Cincari
Cincari est une cité antique romaine, devenue un site archéologique tunisien situé au nord du pays, au lieu-dit Henchir Toungar.

## Histoire

### Histoire ancienne
La cité est le siège d'un évêché dans l'Antiquité tardive, dont seulement deux titulaires sont connus : Restitutus et l'évêque donatiste Campanus, cités au moment de la conférence de Carthage de 411.

## Découvertes
Le site abrite des temples et un théâtre. Par ailleurs, un martyrium et un septizonium ont été identifiés sur le site.